# Mikołaj Hieronim Sieniawski
Mikołaj Hieronim Sieniawski herbu Leliwa (ur. 1645, zm. 15 grudnia 1683) – hetman polny koronny. Hrabia na Szkłowie i Myszy, starosta generalny ruski w latach 1679–1683, wojewoda wołyński w 1683.

## Życiorys
Jako siedemnastolatek ożenił się z Cecylią Marią Radziwiłłówną, córką Aleksandra Ludwika Radziwiłła i Lukrecji Marii Strozzi. Miał z nią syna Adama Mikołaja (1666–1726) i dwie córki Joannę (poślubiła Stefana Potockiego) i Teofilę (poślubiła Aleksandra Jana Jabłonowskiego).
Początkowo rotmistrz od 1663, potem strażnik wielki koronny od 1666, od 1667 pułkownik. Od 1668 roku chorąży wielki koronny, marszałek nadworny koronny od 1674, w 1676 marszałek sejmu, wicemarszałek Trybunału Głównego Koronnego w 1661 roku, starosta radomski, rohatyński i piaseczyński.
Poseł sejmiku halickiego na sejm 1664/1665 roku, oba sejmy 1666 roku, sejm nadzwyczajny 1668 roku.
Walczył za Jana Kazimierza z Kozakami i Tatarami, przeciwnik rokoszu Lubomirskiego. Po abdykacji Jana II Kazimierza w 1668 roku, popierał do polskiej korony kandydaturę carewicza Fiodora. Był elektorem Michała Korybuta Wiśniowieckiego w 1669 roku z ziemi halickiej. Był członkiem konfederacji malkontentów w 1672 roku.
W latach 1673–1674 przeprowadził samodzielnie operacje na Podolu i w Mołdawii. Elektor Jana III Sobieskiego z województwa ruskiego w 1674 roku, podpisał jego pacta conventa. Poseł sejmiku wiszeńskiego województwa ruskiego z ziemi lwowskiej na sejm koronacyjny 1676 roku.
W 1682 został hetmanem polnym koronnym. Brał udział w kampaniach Jana III Sobieskiego (Podhajce, Chocim, Wiedeń 1683).
Wskutek panującej tam zarazy zmarł wkrótce po wiedeńskiej wiktorii.
W na poczatku 1683 (pomiędzy 27 stycznia a 15 lutego) otrzymał nominację na urząd wojewody wołyńskiego, pełnił go do swojej śmierci 15 grudnia tego samego roku.

## Galeria

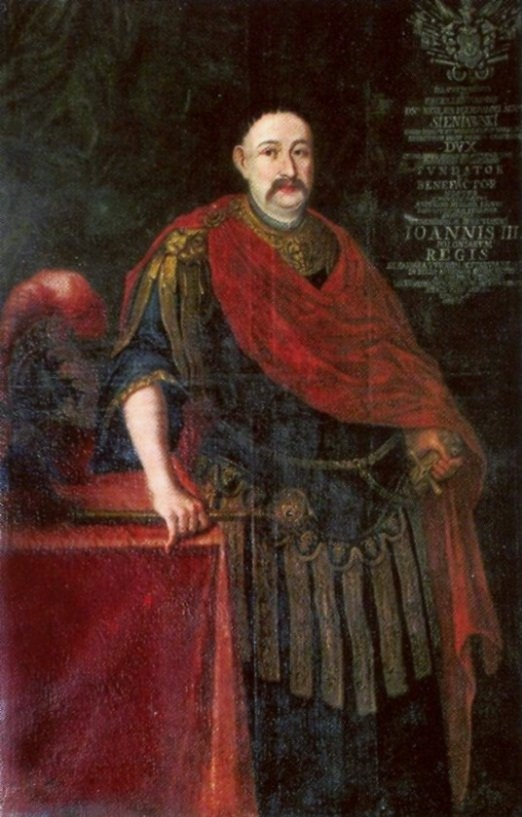
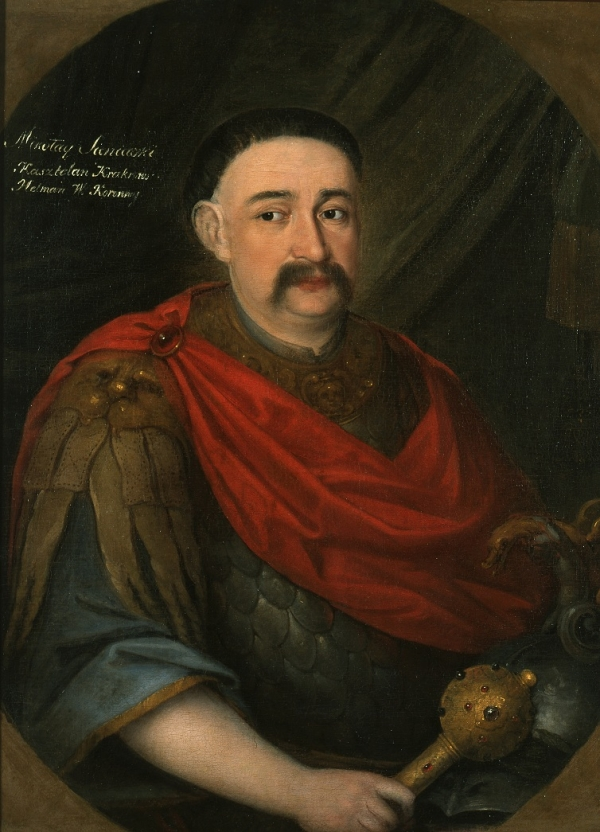
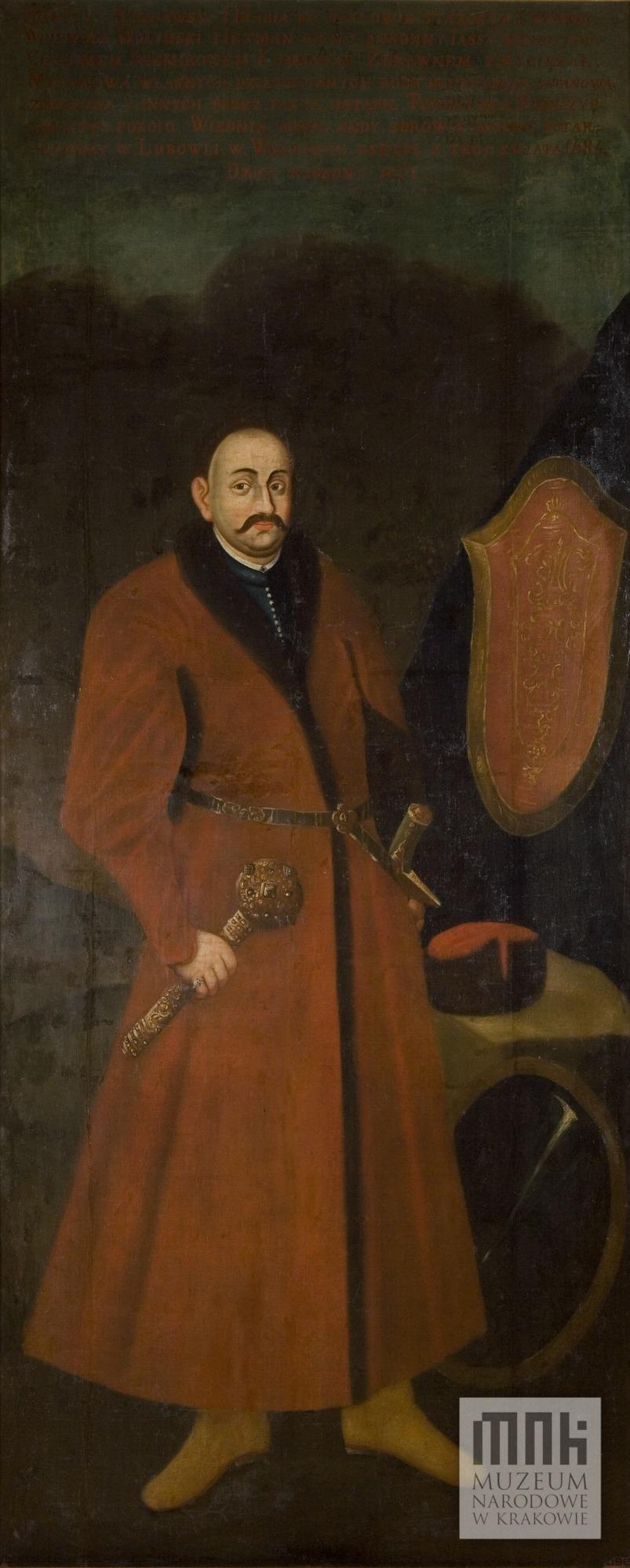
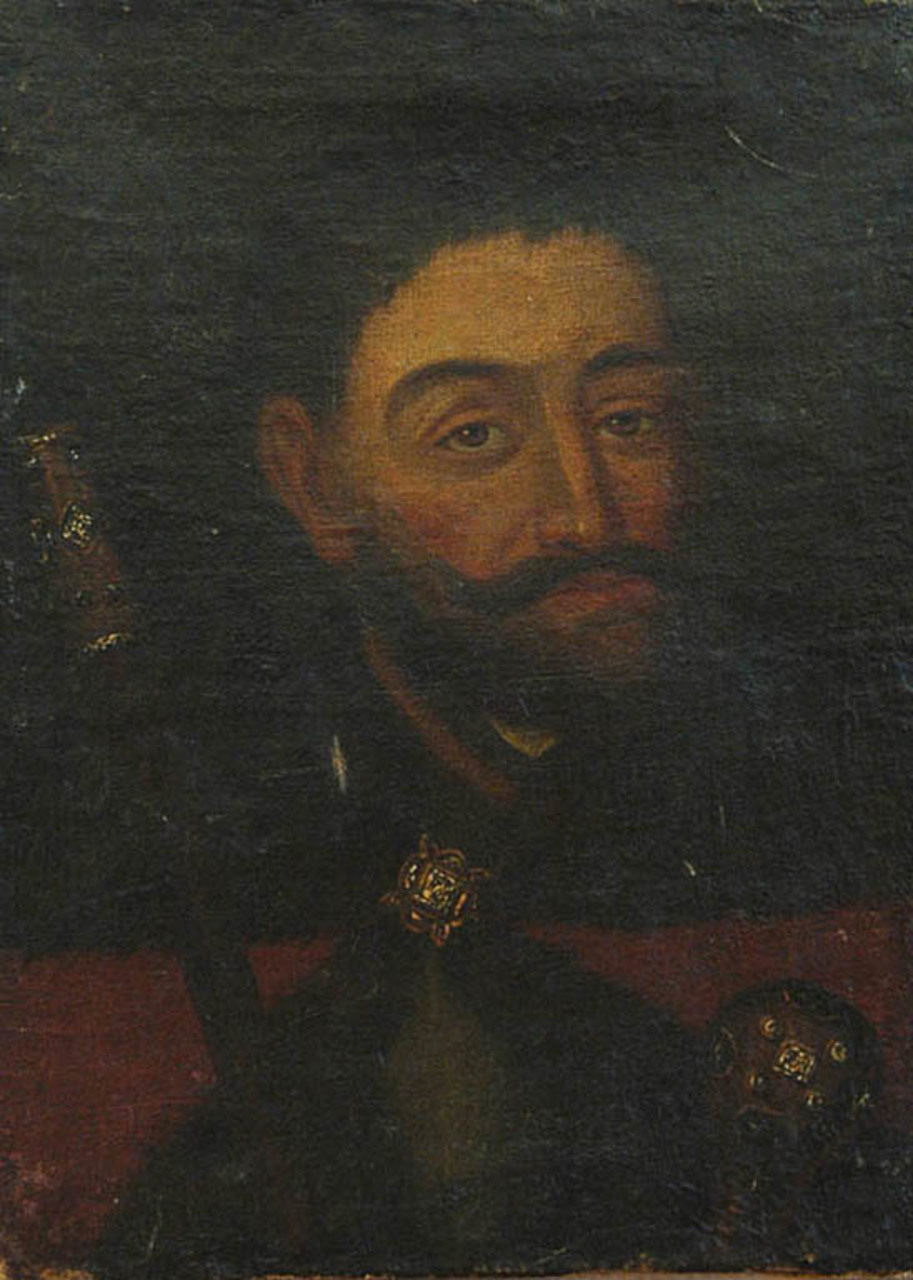
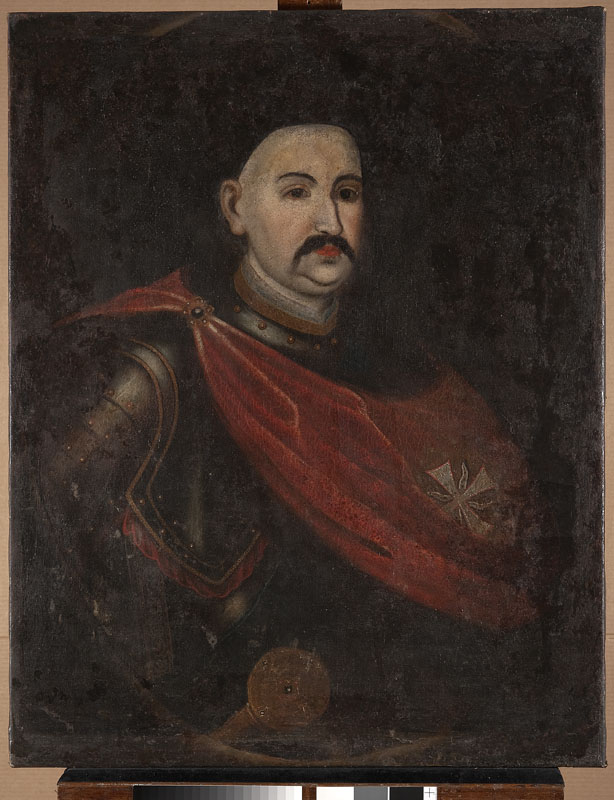
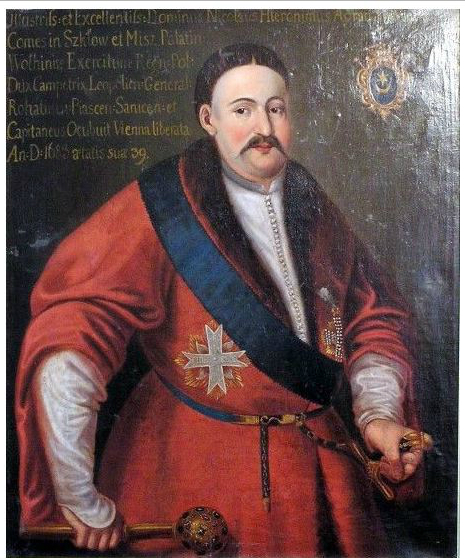
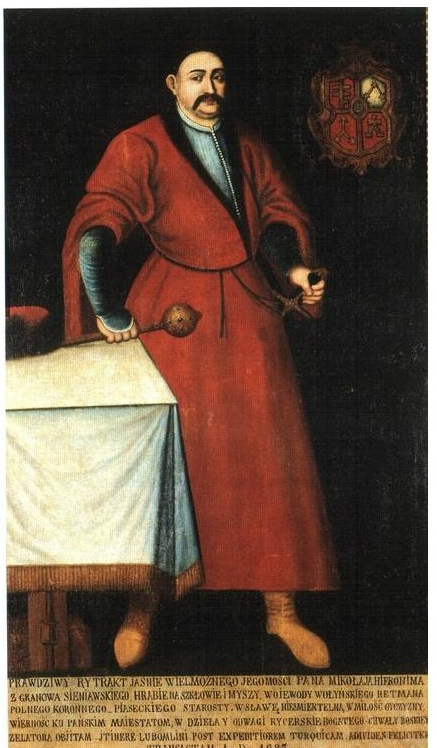
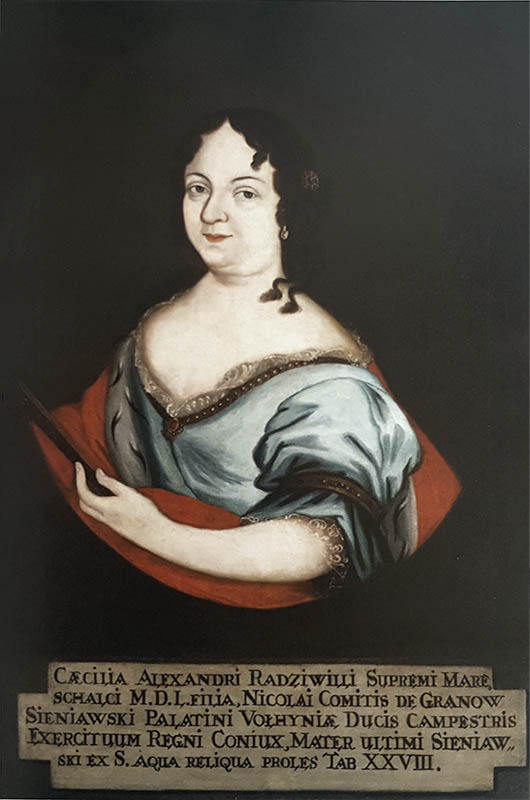
Cecylia Maria Sieniawska
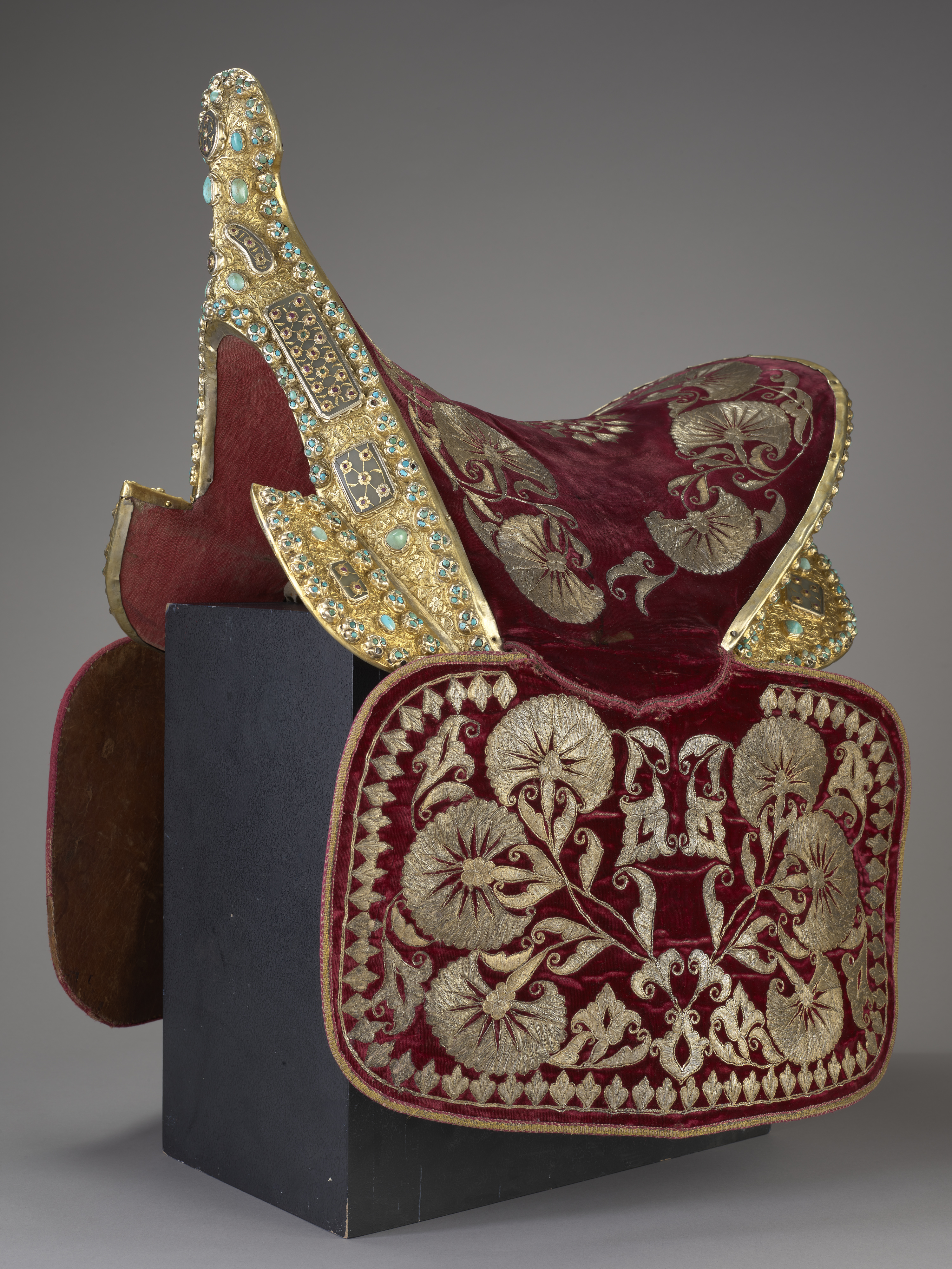
Osmańskie siodło z czaprakiem zgodnie z tradycją zdobyte pod Wiedniem przez Mikołaja Hieronima Sieniawskiego. Muzeum Książąt Czartoryskich w Krakowie
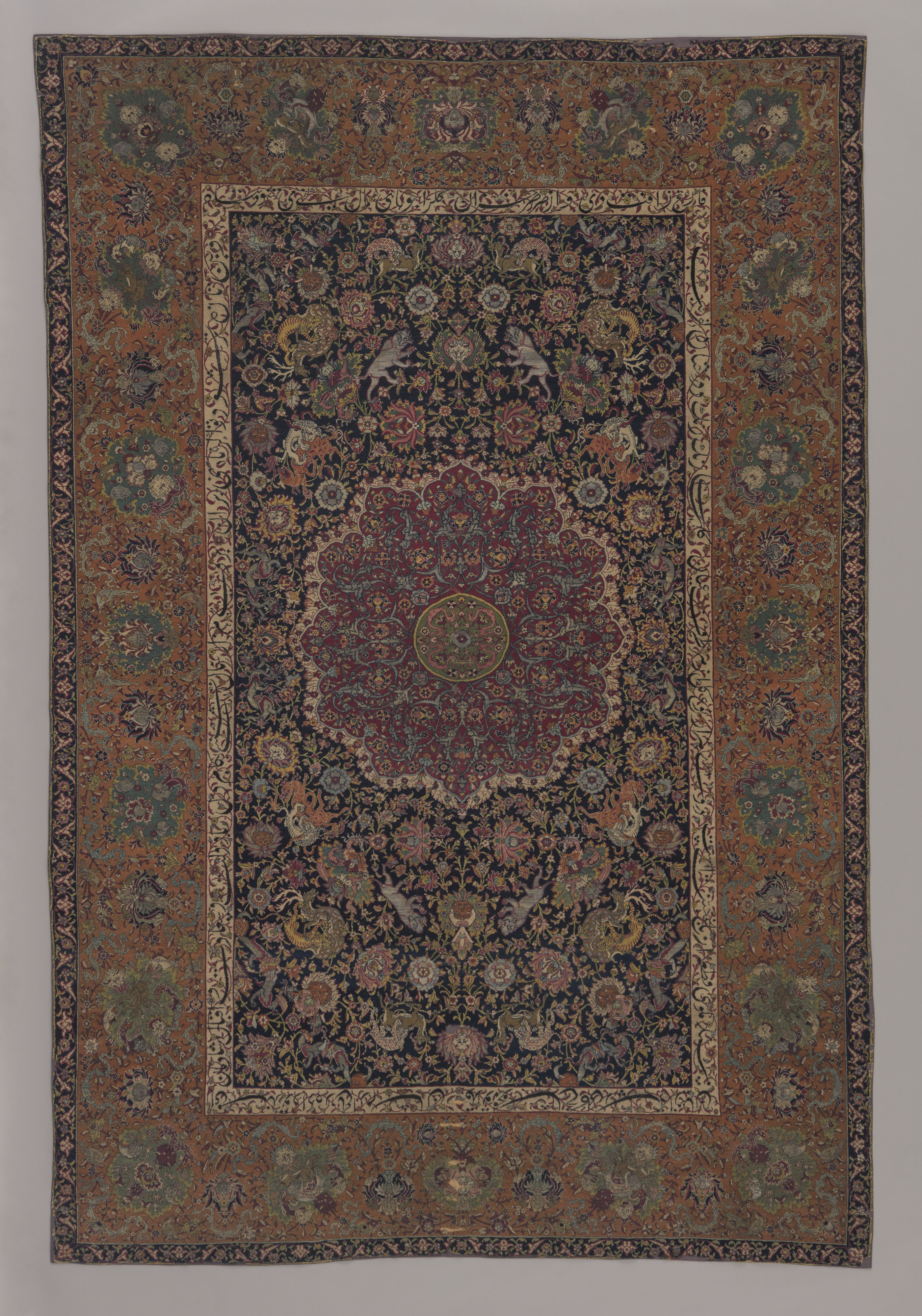
Perski XVI-wieczny kobierzec zgodnie z tradycją zdobyty pod Wiedniem przez Mikołaja Hieronima Sieniawskiego. Muzeum Książąt Czartoryskich w Krakowie